# انتخابات الرئاسة القبرصية 2003
انتخابات الرئاسة القبرصية 2003 هي الانتخابات الرئاسية التي جرت في 16 فبراير 2003، في قبرص، لانتخاب قائمة رؤساء قبرص، فاز بالانتخابات تاسوس بابادوبولوس.